# Вайцзеккер, Фриц фон

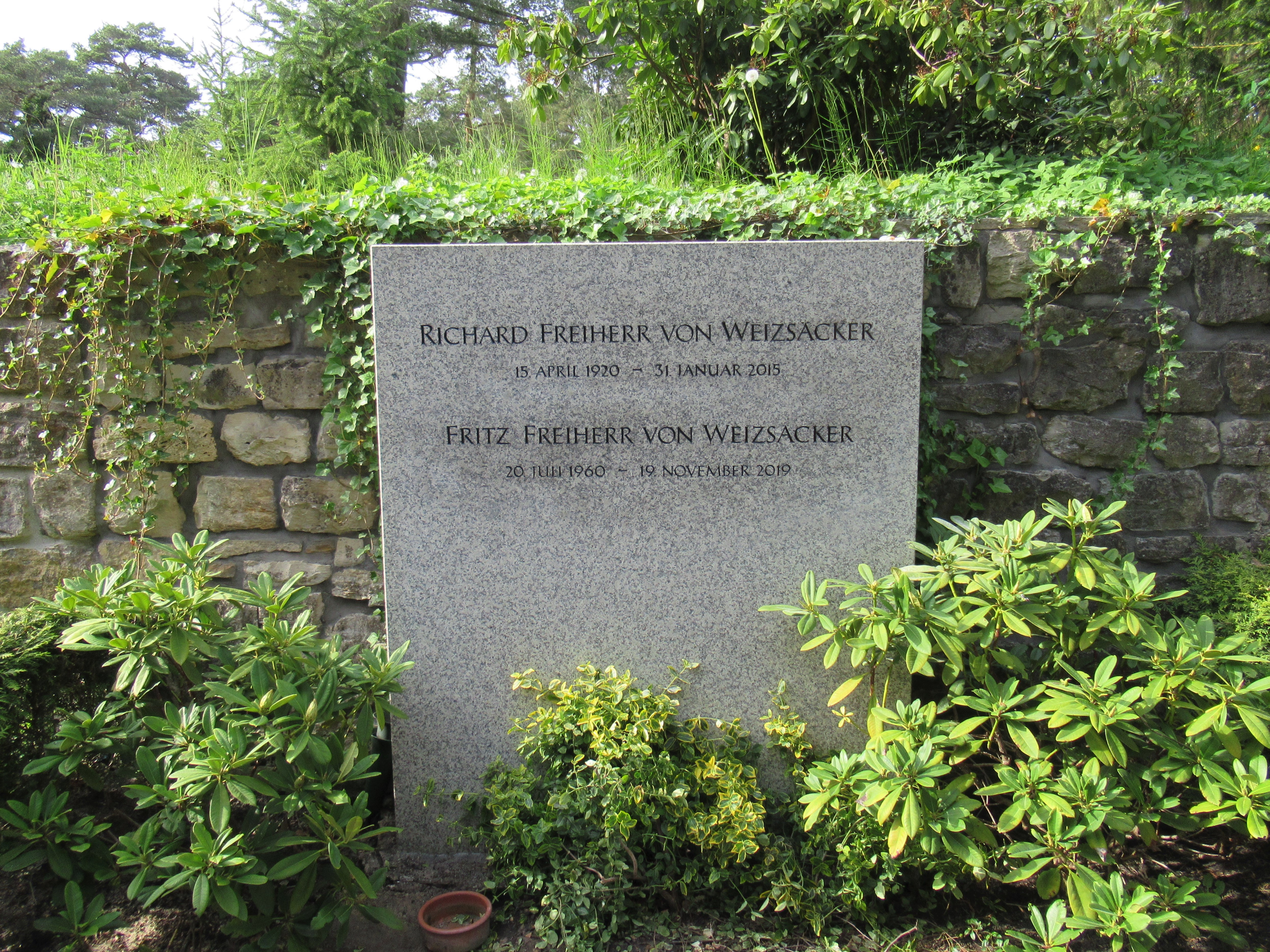
Могила Фрица и его отца Рихарда фон Вайцзеккеров

Фриц Эккард фон Вайцзеккер (нем. Fritz Eckard, Freiherr von Weizsäcker;  20 июля 1960, Эссен — 19 ноября 2019, Берлин) — немецкий врач и публицист. 

## Биография

### Ранние годы
Фриц родился 20 июля 1960 года. Он является младшим ребёнком бывшего федерального президента Германии Рихарда фон Вайцзеккера (1920—2015) и его жены Марианны фон Вайцзеккер (род. 1932). У него были два брата и одна сестра.
Фриц провел свое детство в Ингельхайме-на-Рейне и Бонне, где он окончил гимназию Фридриха Эберта. С 1979 по 1987 год он изучал медицину в Боннском, а затем Гейдельбергском университетах. Практический год он привел в США, в 1987 году, в Медицинской школе Майо в Рочестере и в Бостонской городской больнице, при Бостонском университете. С 1983 по 1986 год он принял участие в программе доктора философии в Европейской лаборатории молекулярной биологии в Гейдельберге. Он получил докторскую степень в 1988 году, защитив диссертацию «Температурно-чувствительные мутанты онкогенов v-mil и v-myc, вклад в патогенность вируса лейкемии кур MH 2».
Затем, он сдал экзамен в Гейдельберге и получил лицензию на медицинскую практику. Он получил хабилитацию по внутренней медицине в 1997 году. В 1998 году он стал специалистом по внутренней медицине и специалистом по гастроэнтерологии.

### Медицинская карьера
С 1987 по 1990 год Фриц работал ассистентом врача в университетской клинике Фрайбурга. Затем он занимался постдокторской работой в Массачусетской больнице и Гарвардской медицинской школе до 1992 года. После этого занимал должность ассистента врача в университетской больнице Цюриха до 1994 года. С 1994 по 1998 год он работал ассистентом врача в медицинской университетской больнице Фрайбурга. Затем он занимал должность старшего врача там до 2003 года, а затем заместителя главного врача до 2005 года. В 2003 году он стал профессором внутренней медицины в университете Фрайбурга. Вайцзеккер регулярно там читал лекции.
С 1 июля 2005 года Вайцзеккер был главным врачом клиники Шлосспарк в Берлине.
Фриц фон Вайцзеккер был членом правления Общества гастроэнтерологии и гепатологии Берлина и Бранденбурга, Ассоциации здравоохранения Берлина и Общества Виктора фон Вайцзеккера (также доктор). В 2008 году он получил почетную докторскую степень Воронежского университета.

### Убийство
Вечером 19 ноября 2019 года, во время чтения лекции, Фриц фон Вайцзеккер был убит психически больным Грегором С (1962—2022). Преступник вонзил врачу нож в горло. Рядом находившийся полицейский бросился ему на помощь, обезоружил преступника, но был тяжело ранен. Берлинская прокуратура предположила, что мотивом была общая неприязнь к семье Вайцзеккеров. Позже стало известно, что в 1993 году, преступник пытался убить Рихарда фон Вайцзеккера.
Грегор мотивировал свой  поступок тем, что отец Фрица состоял в фармацевтической компании в 1960-е годы, и поставляла продукцию американским военным во время Вьетнамской войны.
Нападавший был доставлен в психиатрическую больницу по требованию прокурора. 8 июля 2020 года Берлинский окружной суд приговорил его к 12 годам лишения свободы за убийство, с учётом его ограниченной вменяемости. Его также поместили в психиатрическую больницу. 18 апреля 2022 года он был найден там мертвым.
Фриц фон Вайцзеккер был похоронен рядом с могилой своего отца на лесном кладбище Далем 2 декабря 2019 года.

## Личная жизнь
Фриц был женат на Катарине фон Вайцзеккер. Супруги развелись в 2012 году. У них родилось четверо детей: Антония, Леони, Виктор и Шарлотта. После развода, он до конца своей жизни жил со своей партнершей, немецким врачом Даниэлой Кельковски, в Берлине-Целендорфе.
Он был членом Свободной демократической партии с 2009 года.

## Публикации
За свою жизнь Фриц фон Вайцзеккер опубликовал множество статей и публикаций, связанных с медициной. В основном публикации были на тему лечения гепатита B и гепатита C:
- Temperatursensitive Mutanten der Onkogene v-mil und v-myc. Ein Beitrag zur Pathogenität des Hühnerleukämievirus MH 2. (1988)
- mit Wolf-Bernhard Offensperger: Molecular diagnosis and gene therapy, im Rahmen des Falk Symposiums 88, 1995, Freiburg (1996), ISBN 3-929713-34-9
- Molekulare antivirale Strategien. Therapie der Hepatitis B Virus Infektion mit Antisense Oligodesoxyribonukleotiden, Ribozymen und dominant negativen Proteinen. (1997)
- Gentherapeutische Ansätze bei der Hepatitis B Virusinfektion. (1999)
- Medikamentöse Therapie des hepatozellulären Karzinoms. (2003)
- mit Michael Roggendorf (Hrsg.): Models of viral hepatitis, Reihe Monographs in virology, Volume 25. Karger, Basel (2005) ISBN 3-8055-7809-1.

Полный список его статей и публикаций можно посмотреть здесь.